# Războiul Castellammarese
Războiul Castellammarese (pronunție în italiană [kaˌstɛllammaːˈreze]) a fost un conflict sângeros în New York City din februarie 1930 până în 15 aprilie 1931 între bandele lui Joe „The Boss” Masseria și Salvatore Maranzano care încercau să preia controlul mafiei italoamericane. Denumirea războiului este preluată din numele orașului sicilian Castellammare del Golfo, locul nașterii lui Maranzano. După ce grupul lui Maranzano a triumfat, acesta a împărțit găștile implicate în crima organizată din New York în cinci familii și s-a proclamat capo di tutti i capi (în română șeful tuturor șefilor). La ordinele lui Lucky Luciano, Maranzano a fost asasinat în septembrie 1931. Luciano înființează corpul de guvernare al mafiei - Comisia - unde șefii familiilor își discută problemele în încercarea de a evita alte conflicte.

## Istoric
În anii 1920, operațiunile mafiei din Statele Unite erau controlate de Giuseppe „Joe The Boss” Masseria, a cărui facțiune era formată în principal din gangsteri din Sicilia și din regiunile Calabria și Campania din sudul Italiei. În facțiunea sa erau Charles "Lucky" Luciano, Albert "Mad Hatter" Anastasia, Vito Genovese, Alfred Mineo⁠(d), Willie Moretti⁠(d), Joe Adonis și Frank Costello. Cu toate acestea, puternicul don sicilian Vito Cascioferro⁠(d) a deci să preia controlul activităților mafiei. Din fortăreața sa din Castellammare del Golfo, acesta l-a trimis pe Salvatore Maranzano să preia operațiunile. Facțiunea Castellammarese din Statele Unite îi includea pe Joseph „Joe Bananas” Bonanno, Stefano „The Undertaker” Magaddino, Joseph Profaci și Joe Aiello⁠(d). Când conflictul pentru putere a devenit inevitabil, cele două bande au început să recruteze cât mai mulți membri.
Deși războiul Castellammarese s-a purtat între forțele lui Masseria și Maranzano, în interiorul mafiei exista și un conflict între vechea generație siciliană - cunoscută sub numele de Mustache Pete datorită mustăților lungi, stilului tradițional și tendinței de a dezvolta afaceri doar cu alți sicilieni - și tânăra generație de italoamericani care era mai dispusă să desfășoare activități alături de gangsteri de alte etnii. Din această cauză, numeroși membri din grupul lui Masseria, conștienți că face parte din vechea generație siciliană, au pus sub semnul întrebării abilitatea sa de a controla o mafie modernă. Luciano, care considera luptele păguboase și dorea să-și reia afacerile, s-a decis să pună capăt războiului. Obiectivul său era modernizarea mafiei și eliminarea normelor tradiționale inutile. Datorită abordării sale, o mare parte din adepții lui Masseria i s-au alăturat. Pe parcursul conflictului, membri din ambele facțiuni și-au trădat aliații și s-au alăturat grupului inamic. Tensiunile dintre cele două grupuri au apărut încă din 1928 când își deturnau reciproc camioanele care transportau ilegal băuturi alcoolice.  